# 陶力站
陶力站位于青海省德令哈市陶力村，是青藏铁路的一座车站，距离西宁站481公里，于1979年启用，现由青藏铁路公司营运。车站现为四等站，承担货运业务。

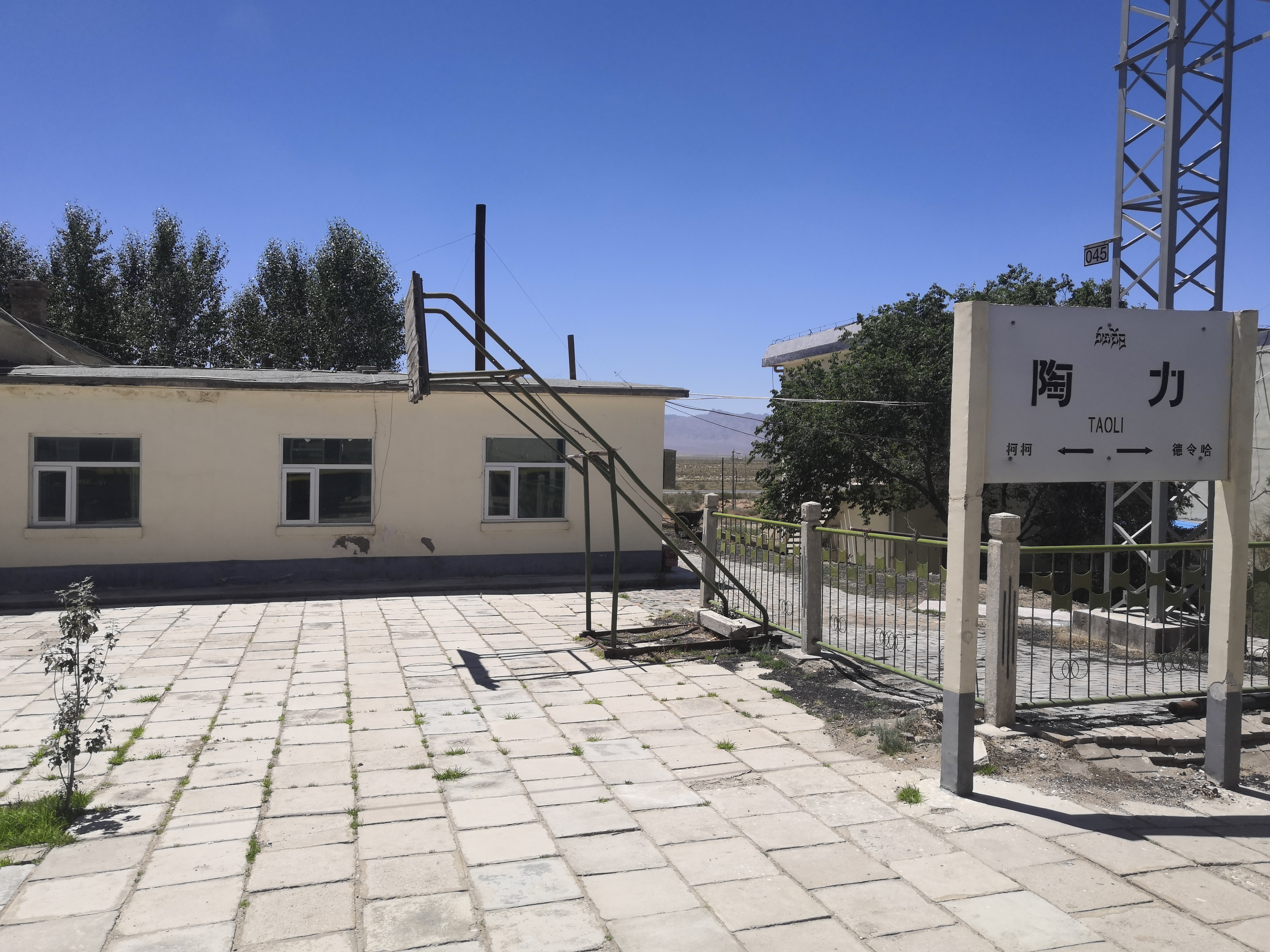
2020年，列车上抓拍的陶力站站牌